# Mecz piłkarski Australia – Samoa Amerykańskie (2001)
11 kwietnia 2001 roku w Coffs Harbour w stanie Nowa Południowa Walia w Australii odbył się mecz piłki nożnej, w którym reprezentacja Australii pokonała reprezentację Samoa Amerykańskiego 31−0. Jest to najwyższe zwycięstwo w meczu reprezentacji narodowych. Wynik jest wpisany do Księgi rekordów Guinnessa.

## Przed meczem
Reprezentacja Australii, ówcześnie zajmująca 38. miejsce w rankingu FIFA (tak więc najwyżej ze wszystkich reprezentacji strefy OFC), podejmowała reprezentację Samoa Amerykańskiego, sklasyfikowaną w tymże rankingu na pozycji 200.
W grupie eliminacyjnej do Mistrzostw Świata 2002 reprezentacja Australii znajdowała się razem z reprezentacją Samoa Amerykańskiego, reprezentacją Tonga, reprezentacją Fidżi i reprezentacją Samoa. Przed meczem reprezentacja Samoa Amerykańskiego rozegrała dwa mecze, przy czym w jednym z nich przegrała z reprezentacją Fidżi 0−13, a w drugim także poniosła porażkę, tym razem z reprezentacją Samoa 0−8. Reprezentacja Australii natomiast pokonała reprezentację Tonga 22−0.

## Mecz
Pierwszy gol padł w 10. minucie – strzelił go z rzutu rożnego Con Boutsianis. W 25. minucie David Zdrilic zdobył hat-tricka i w tym momencie reprezentacja Australii prowadziła już 9−0. Po pierwszej połowie było 16−0 dla reprezentacji Australii. Archie Thompson strzelił 8 bramek, David Zdrilic 4, Tony Popović 2, a Con Boutsianis i Aurelio Vidmar po jednej.
Con Boutsianis, który strzelił pierwszą bramkę w pierwszej połowie, strzelił również pierwszą bramkę w drugiej części meczu. Swoje pierwsze gole w tym meczu strzelili Simon Colosimo i Fausto De Amicis. Ostatecznie mecz zakończył się wynikiem 31−0, a Archie Thompson dzięki strzeleniu 13 bramek w jednym meczu wyrównał rekord Johna Petrie z 1885 roku.

## Statystyki
| 11 kwietnia 2001 19:00 | · Australia · Con Boutsianis 10', 50', 84' · Archie Thompson 12', 23', 27', 29', 32', 37', 42' · 45', 56', 60', 65', 85', 88' · David Zdrilic 13', 21', 25', 33' · 58', 66', 78', 89' · Aurelio Vidmar 14', 80' · Tony Popović 17', 19' · Simon Colosimo 51', 81' · Fausto De Amicis 55' | 31 – 0(16−0)Raport | Samoa Amerykańskie | International Sports Stadium, Coffs Harbour Widzów: 3 000 Sędzia: Ronan Leaustic |
|                        | |                    |                    |                                                                                  |

| Australia:   |    |                    |  |     |     |
|              |    |                    |  |     |     |
| BR           | 1  | Michael Petkovic   |  |     |     |
| OB           | 2  | Kevin Muscat (k)   |  |     |     |
| OB           | 3  | Craig Moore        |  |     |     |
| OB           | 4  | Tony Popović       |  | 46' | 2x  |
| OB           | 5  | Tony Vidmar        |  | 46' |     |
| PO           | 7  | Aurelio Vidmar     |  |     | 2x  |
| NA           | 11 | David Zdrilic      |  |     | 8x  |
| PO           | 12 | Steve Horvat       |  |     |     |
| PO           | 13 | Con Boutsianis     |  |     | 3x  |
| PO           | 14 | Simon Colosimo     |  |     | 2x  |
| NA           | 20 | Archie Thompson    |  |     | 13x |
| Rezerwowi:   |    |                    |  |     |     |
| OB           | 6  | Hayden Foxe        |  |     |     |
| PO           | 8  | Scott Chipperfield |  |     |     |
| NA           | 9  | John Aloisi        |  |     |     |
| PO           | 10 | Steve Corica       |  |     |     |
| OB           | 15 | Fausto De Amicis   |  | 46' | 1x  |
| PO           | 16 | Lindsay Wilson     |  |     |     |
| OB           | 17 | Scott Miller       |  | 46' |     |
| BR           | 18 | Clint Bolton       |  |     |     |
| NA           | 19 | Damian Mori        |  |     |     |
| Trener:      |    |                    |  |     |     |
| Frank Farina |    |                    |  |     |     |

| Samoa Amerykańskie: |    |                 |  |     |
|                     |    |                 |  |     |
| BR                  | 1  | Nicky Salapu    |  |     |
|                     | 4  | Lisi Leututu    |  | 50' |
|                     | 5  | Soe Falimaua    |  |     |
|                     | 7  | Lavalu Fatu     |  |     |
|                     | 8  | Sulifou Faaloua |  |     |
|                     | 9  | Travis Sinapati |  |     |
|                     | 13 | Sam Mulipola    |  |     |
|                     | 15 | Pati Feagiai    |  |     |
|                     | 16 | Ben Falaniko    |  | 84' |
|                     | 18 | Tiaoali Savea   |  |     |
|                     | 20 | Young Im Min    |  |     |
| Rezerwowi:          |    |                 |  |     |
|                     | 11 | Marshall Silao  |  |     |
|                     | 14 | Soga Maina      |  |     |
|                     | 17 | Darrell Ioane   |  | 84' |
|                     | 19 | Richard Mariko  |  | 50' |
| Trener:             |    |                 |  |     |
| Tunoa Lui           |    |                 |  |     |

| - Sędzia: - Ronan Leaustic - Sędziowie asystenci: - David Sau - Michel Angot - Sędzia techniczny: - Derek Rugg |